# Oreina alpestris
Oreina alpestris es una especie de insecto coleóptero de la familia Chrysomelidae.
Fue descrita científicamente en 1843 por Schummel.